# 란제리 소녀시대
《란제리 소녀시대》는 2017년 9월 11일부터 2017년 10월 3일까지 방송된 KBS 2TV 월화 드라마이다. 작가 김용희의 동명 소설을 원작으로 하여 1979년 대구를 배경으로 그 시절 여고생들의 사랑과 우정을 다루었다. 8부작 드라마로는 이례적으로 웰메이드라는 호평을 받으며 마무리되었다. 배우들의 캐스팅이 촬영 2주 전부터 급히 진행되어 '땜빵 드라마'라는 편견을 안았지만, 신인 배우들로 채워진 라인업에 막대한 제작비 없이도 스토리와 연출만 탄탄하다면 충분히 사랑받을 수 있다는 진리를 일깨웠다.

## 소개
1979년 대구를 배경으로 소녀들의 성장통과 사랑을 그린 드라마이다. 고등학생들의 풋풋한 첫사랑과 아무나 빨갱이로 잡아넣는 폭력적 시대였지만 그 시대만이 가질 수 있는 낭만이 있었던 1970년대 대구를 표현해낸 작품이다.
란제리의 의미에 대해 배우 서영주가 인터뷰를 했다.
- '란제리 소녀시대'라는 제목이 가진 의미 또한 원작과는 달라졌다. 이에 왜 제목이 '란제리 소녀시대'인지에 대해 의문을 갖는 시청자들도 적지 않았다. 더욱이 지상파 드라마에 란제리라는 단어가 등장하는 것이 충격적이라는 의견도 있었다. 이에 대해 서영주는 "제목만 봤을 땐 나도 파격적이라고 생각했다. 하지만 그저 란제리로 이슈를 끌려고 한 게 아니다. 란제리를 드라마에 풀어내는 게 어떻게 가능할까 싶었는데 정말 가능하더라"며 제목에 대한 해명을 전했다. 특히 서영주는 "드라마에 등장한 '끈난닝구'가 일종의 란제리다. 그 '끈난닝구'는 서울 사람들이 입는 것으로 여겨지며 소녀들의 로망으로 나온다"고 설명했다. 극 중 이정희를 비롯한 소녀들은 '끈난닝구'라고 불리는 캐미솔 톱을 교복 안에 입는 걸 일종의 로망으로 여겼다. 이어 서영주는 "소녀들의 사랑과 성장 이야기를 보여주는 가운데 '끈난닝구' 즉 란제리가 그들의 로망이지 않았을까 생각한다"며 "그 로망으로 잘 표현됐던 것 같다"고 덧붙였다.

## 등장인물

### 주요 인물
- 보나 : 이정희 역 - 고2
- 채서진 : 박혜주 역 - 고2. 서울에서 전학 옴.
- 서영주 : 배동문 역 - 고2. 정희에게 첫눈에 반함.
- 이종현 : 주영춘 역 - 20세. 약국집 잡일을 도와주는 일명 약방총각
- 여회현 : 손진 역 - 고3. 전교 1등을 놓친 적 없는 수재
- 도희 : 심애숙 역 - 고2. 학교 일진 아카시아파 수장. 정희 4인방의 숙적

### 정희네 식구들
- 권해효 : 정희의 아버지 이귀남 역 - 40대 후반. 자그마한 메리야스 공장 사장. 자수성가한 자린고비
- 김선영 : 정희의 어머니 박필례 역 - 40대 후반
- 박하나 : 홍도화 역 - 30대 중후반. 정희네 일을 도와주는 식모. 정희네 남매가 이모로 부름.
- 조병규 : 이봉수 역 - 정희의 쌍둥이 오빠. 혜주를 짝사랑함.

### 정현여고 사람들
- 인교진 : 오만상 역 - 30대 후반. 정희네 담임이자 수학 교사
- 김재화 : 왕봉자 역 - 30대 중반. 교련 교사
- 백은경 : 전현희 역 - 정희 4인방 중 한 명
- 방수진 : 김언주 역 - 정희네 반 우등생이자 정희 4인방 중 한 명
- 서예슬 : 소은자 역 - 정희 4인방 중 한 명
- 김수현 : 김기려 역
- 이봄 : 박귀자 역 - 정희네 반 반장

### 주변 인물
- 조덕현 : 혜주의 아버지 역 - 40대 후반. 서울에 있는 대학교수
- 한그림 : 3번 언니 역 - 20세. 정희네 메리야스 공장 3번 시다
- 조아인 : 주앵초 역 - 7세. 영춘의 동생

### 그 외
- 조미녀 : 아카시아파 일진 학생 역
- 보라 : 아카시아파 일진 학생 역
- 문호진 : 약사 역
- 문가영
- 최나무
- 김석진
- 이우
- 김로은
- 함신영
- 이수연 : 선숙 역
- 이채경 : 손진의 어머니 역
- 안보현

## 촬영지
- 계명대학교 동산의료원 의료선교박물관
- 합천영상테마파크
- 달성공원
- 인천보건고등학교
- 군산대학교
- 합천시외버스터미널

## 시청률
최저 시청률과 최고 시청률은 시청률 조사회사와 지역별로 시청률에 차이가 있을 수 있습니다.
| 2017년 | 2017년   | 2017년         | 2017년       | 2017년         | 2017년       |
| 회차   | 방송일   | TNmS 시청률    | TNmS 시청률  | AGB 시청률     | AGB 시청률   |
| 회차   | 방송일   | 대한민국(전국) | 서울(수도권) | 대한민국(전국) | 서울(수도권) |
| ------ | -------- | -------------- | ------------ | -------------- | ------------ |
| 제1회  | 9월 11일 | 4.7%           | 4.8%         | 4.3%           | 4.4%         |
| 제2회  | 9월 12일 | 4.8%           | 5.1%         | 4.8%           | 5.0%         |
| 제3회  | 9월 18일 | 4.8%           | 4.9%         | 4.1%           | 4.2%         |
| 제4회  | 9월 19일 | 5.0%           | 5.2%         | 4.1%           | 4.3%         |
| 제5회  | 9월 25일 | 5.0%           | 5.3%         | 4.2%           | 4.4%         |
| 제6회  | 9월 26일 | 5.3%           | 5.4%         | 4.7%           | 4.8%         |
| 제7회  | 10월 2일 | 4.5%           | 4.8%         | 4.4%           | 4.7%         |
| 제8회  | 10월 3일 | 3.8%           | 3.9%         | 3.7%           | 3.8%         |

## OST

### Part. 1
| #            | 제목                         | 작사                      | 작곡                      | 가수              | 재생 시간 |
| ------------ | ---------------------------- | ------------------------- | ------------------------- | ----------------- | --------- |
| 1.           | 〈다시 우리 만나도〉         | 한승훈                    | 한승훈, 김창락, 정진욱    | 재윤(SF9)         | 3:43      |
| 2.           | 〈반하겠어 (Drama Ver.)〉    | 김철민, 신승익, Denis Seo | 김철민, 신승익, Denis Seo | 허니스트(HONEYST) | 3:51      |
| 3.           | 〈다시 우리 만나도 (Inst.)〉 |                           | 한승훈, 김창락, 정진욱    |                   | 3:43      |
| 총 재생 시간 | 총 재생 시간                 | 총 재생 시간              | 총 재생 시간              | 총 재생 시간      | 11:17     |

### Part. 2
| #            | 제목         | 작사           | 작곡           | 가수         | 재생 시간 |
| ------------ | ------------ | -------------- | -------------- | ------------ | --------- |
| 1.           | 〈사랑소녀〉 | 고진영, 정진욱 | 고진영, 정진욱 | 혜정         | 3:40      |
| 총 재생 시간 | 총 재생 시간 | 총 재생 시간   | 총 재생 시간   | 총 재생 시간 | 3:40      |

## 동시간대 드라마
- MBC 월화드라마

《왕은 사랑한다》 : 2017년 7월 17일 ~ 2017년 9월 19일
- SBS 월화드라마

《조작》 : 2017년 7월 24일 ~ 2017년 9월 12일
《사랑의 온도》 : 2017년 9월 18일 ~ 2017년 11월 21일

## 수상 경력
- 2017년 KBS 연기대상 남자 연작 · 단막극상 여회현